# 接辞
接辞（せつじ、affix）とは、文法的な機能を担い、それ自体では語として自立しえない形態素のことである。

## 基本となる概念
屈折に関わる接辞を屈折接辞、派生に関わる接辞を派生接辞という。接辞が付く相手を語基と呼ぶ。特に、屈折接辞が付く語基を語幹という。

## 接辞の分類
接辞は語基に対する位置によって、接頭辞、接尾辞、接中辞に分類される。接頭辞と接尾辞が二つで一つの機能を持っている場合、それらを合わせて接周辞という。また、語基の中の複数箇所に不連続に接辞がついて一つの機能を示す場合は貫通接辞という
|          | 位置                   | 例                |                                   |
| -------- | ---------------------- | ----------------- | --------------------------------- |
| 接頭辞   | 語基の前               | 花 → お-花        |                                   |
| 接尾辞   | 語基の後ろ             | 食べ → 食べ-る    |                                   |
| 接中辞   | 語基の中               | sulat → s<um>ulat | タガログ語《書く（過去）》        |
| 接周辞   | 語基の前と後ろ         | seh → ge-seh-en   | ドイツ語《見る（過去分詞）》      |
| 貫通接辞 | 語基の不連続な複数箇所 | ktb → kātaba      | アラビア語《導く（3人称完了形）》 |

屈折には接頭辞よりも接尾辞を主に用いる言語が多い。
複合語の語基と語基の間に現れる特に意味を持たない接辞を中間接辞という。例えばドイツ語の Arbeit-s-zimmer《書斎》の -s- は中間接辞である。
その他、分節音として取り出すことのできない非連結的形態素を接辞として表現することがある。例えばアクセントや声調の交替を表す接辞を超分節接辞という。